# Richard Hartshorne
Richard Hartshorne (Pensilvânia, 1899 - 1992) foi um geógrafo estado-unidense. É o autor de The Nature of Geography (1939) e Perspective on the Nature of Geography (1959).

## Conceito de Espaço
Hartshorne destaca os fenômenos organizados espacialmente como objeto essencial no estudo da geografia, enquanto define espaço como sendo apenas um receptáculo que contém as coisas. É um quadro que não deriva da experiência, sendo apenas utilizado na experiência, um conceito abstrato, que de fato não existe.
A visão hartshorniana traz-nos a noção de regionalização quando associa o espaço a visão idiográfica da realidade, imprimindo-a quando estabelece uma combinação única de determinados fenômenos naturais e sociais em uma dada região.
Hartshorne também propôs uma segunda forma de estudo, por ele denominada Geografia Nomotética. Esta deveria ser generalizadora, apesar de parcial. No estudo nomotético, o pesquisador pararia na primeira integração, e reproduzi-la-ia (tomando os mesmos fenômenos e fazendo as mesmas inter-relações) em outros lugares. As comparações das integrações obtidas permitiriam chegar a um padrão de variação daqueles fenômenos tratados. Assim, as integrações parciais (de poucos elementos inter-relacionados) seriam comparáveis, por tratarem dos mesmos pontos, abrindo a possibilidade de um conhecimento genérico. Desta forma Hartshorne articulou a Geografia Geral e a Regional,  diferenciando-as pelo nível de profundidade de suas colocações. Quanto maior a simplicidade de fenômenos e relações tratados, maior possibilidade de generalização. Quanto mais profunda a analise efetuada, maior conhecimento da singularidade local. Esta era a proposta de Hartshorne, que foi amplamente discutida pois abria novas perspectivas para o estudo geográfico. A Geografia Nomotética possibilitou análises tópicas, isto é, centradas em um conjunto articulado de temas; por exemplo, uma Geografia do Petróleo, discutindo uma integração de fenômenos associados a este produto, numa escala mundial; ou uma Geografia da Monocultura, ou uma Geografia do Café, ou do Cacau, ou ainda uma Geografia da Pesca, ou do Transporte Marítimo etc. A Geografia Nomotética possibilitou a agilização do estudo regional, que ia ao encontro dos interesses do planejamento, pois abriu a perspectiva de trabalhar com um número bastante elevado de elementos, relacionando-os de acordo com os interesses do plano. Esta segunda perspectiva instrumentalizou os “diagnósticos”, e deu possibilidade para o uso da quantificação e da computação em Geografia. Observe-se a operacionalidade que a introdução do computador
propicia, na ótica das inter-relações e integrações. Porém, tais desdobramentos já se inserem no movimento de renovação da Geografia, que terá na proposta de Hartshorne uma das vias de sua objetivação. 